# Спасское кладбище (Тула)
Спасское кладбище — одно из старейших кладбищ города Тулы.

## История
В августе 1772 года власти Тулы выделили на зареченской оружейной стороне место для кладбища оружейников. Со временем на кладбище построили храм Спаса на Горе, и оно стало общедоступным. Захоронения на нём продолжались до 1975 года; в настоящее время разрешены родственные подхоронения урн с прахом. На Спасском кладбище находятся могилы купцов Лялиных, Баташёвых, семьи основателя самоварного дела в Туле Фёдора Ивановича Лисицына, родственницы жены А. С. Пушкина.
Общая площадь кладбища 11,76 Га. Площадь воинского захоронения 2520 кв. м; количество захороненных бойцов 489 человек (1 из них неизвестный).